# Дункан, Уильям
Уильям Дункан (англ. William Duncan; 1832—1918) — протестантский миссионер шотландского происхождения, основавший среди индейцев цимшиан христианские общины Метлакатла в Британской Колумбии и Нью-Метлакатла на острове Аннетте (Аляска).

## Биография

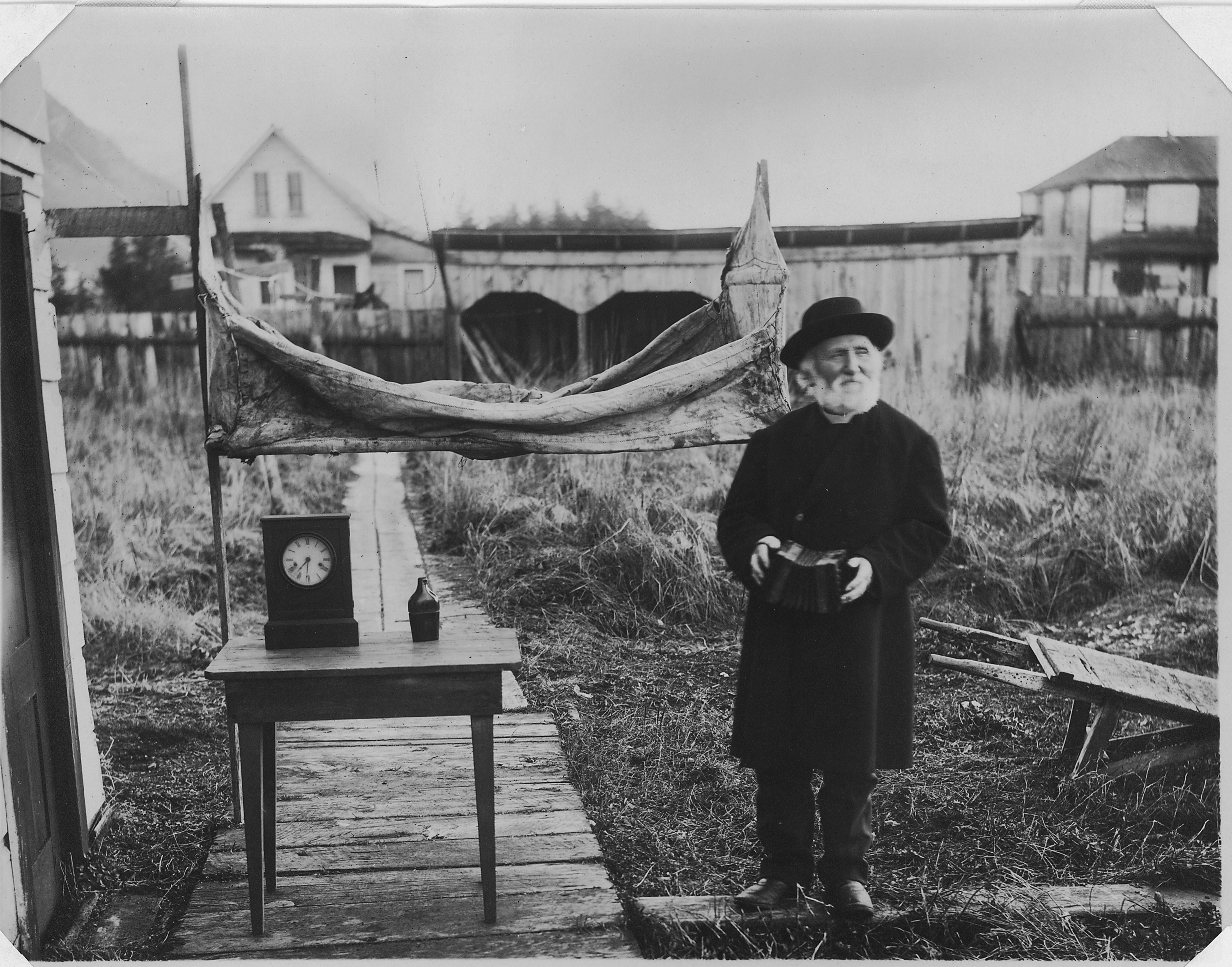

Родился в деревне Бишоп Бартон в Йоркшире. В 1854 году вступил в англиканское Церковное миссионерское общество (CMS). В 1856 году миссионерским обществом был направлен на тихоокеанское побережье Канады. В 1857 году прибыл в округ Новая Каледония. В сотрудничестве с сотрудниками НВС (Компания Гудзонова залива) познакомился с языком и обычаями индейцев цимшиан и начал среди них проповедническую деятельность. Дункан организовывал не только просветительскую, но и торгово-экономическую активность, к 1862 году новая община объединяла около ста человек. В 1881 году произошёл разрыв с Миссионерским обществом и Англиканской церковью и община стала именоваться Независимой церковью. В 1887 году в согласовании с правительством США на острове Аннетте штата Аляска была основана новая колония Нью-Метлакатла. Со временем часть общины перешла в распространённое среди тлинкитов пресвитерианство.
Скончался и захоронен Уильям Дункан в Нью-Метлакатла.